# Jim Zorn
James Arthur Zorn (nacido el 10 de mayo de 1953 en Whittier, California) es un exjugador y ex-entrenador en jefe de fútbol americano. En su etapa como jugador  fue un quarterback zurdo en las dos ligas en las que jugó, la NFL y de la CFL durante las décadas de 1970 y 1980. Es egresado del Cal State Poly de Pomona, California. El 9 de febrero de 2008 fue nombrado como el entrenador en jefe de los Washington Redskins. Fue despedido de esa posición el 4 de enero de 2010.
Trabajó para los Baltimore Ravens en la temporada 2010.

## Seattle Seahawks
Se le conoce por ser el quarterback titular en la historia del equipo de los Seattle Seahawks desde 1976 hasta mediados de la temporada de 1983 donde el titular luego sería Dave Krieg. Durante su estadía en los Seahawks tuvo como receptor favorito al miembro del Salón de la Fama de la NFL Steve Largent donde juntos fueron los líderes del equipo en anotaciones para touchdown. También se especializó en anotaciones por tierra anotando un total de 17 touchdowns todos ellos con Seattle. Su última temporada fue en 1984 donde a pesar de haber aparecido en los 16 partidos solo lanzó 80 yardas y 2 intercepciones. Anotó un total de 107 touchdowns por aire, 17 touchdowns por tierra y lanzó 133 intercepciones. En 1991 entraría al Ring of Honor de los Seahawks siendo el segundo después de su gran compañero Steve Largent que lo hiciera en 1989.
Después jugaría con los Green Bay Packers en 1985, con los Winnipeg Blue Bombers de la CFL en 1986 y su última temporada con los Tampa Bay Buccaneers en 1987.

## Como entrenador de mariscales
Empezó como asistente ofensivo y entrenador de mariscales de Boise State en 1988 hasta 1991. Desde 1992 hasta 1994 fue el coordinador ofensivo de Utah State y como entrenador de mariscales de la Minnesota entre 1995 y 1996, ambos equipos en la NCAA.
Volvería a la NFL y a los Seattle Seahawks en 1997 como asistente ofensivo de Dennis Erickson, head coach del equipo en ese entonces. A mediados de 1998 pasaría a ser nuevo entrenador de mariscales de los Detroit Lions entre 1998 y 2000 donde el head coach era Bobby Ross.
En el 2001 volvería a Seattle quién estaría al mando de Mike Holmgren. Desde el 2001 hasta 2007 fue el entrenador de mariscales del equipo donde han brillado el mariscal Matt Hasselbeck como titular del equipo y Seneca Wallace, el back-up de Hasselbeck.
El 30 de enero de 2010 Zorn fue contratado por los Cuervos de Baltimore como entrenador de mariscales de campo, en sustitución de Hue Jackson, quien había salido a la Raiders de Oakland.
Trabajó como entrenador de mariscales de campo de los Cuervos de Baltimoreen la temporada 2010.

## Carrera como entrenador en jefe
Después del segundo retiro de Joe Gibbs en enero de 2008, el dueño de los Washington Redskins Daniel Snyder contrató a Jim Zorn como nuevo coordinador ofensivo. Pocas semanas después, el 10 de febrero de 2008, Snyder lo convirtió en el nuevo entrenador en jefe de los Redskins. Es el cuarto entrenador contratado por Snyder desde que compró al equipo en 1999. Ganó su primer juego como entrenador profesional con una victoria por marcador de 29-24 sobre los New Orleans Saints en la segunda semana de la temporada 2008 de la NFL. En la semana cuatro de la campaña de 2008, Zorn se convirtió en el primer entrenador en jefe de los Redskins en ganar su primer juego en el Texas Stadium contra el rival divisional, los Dallas Cowboys desde que George Allen ganó su primer juego en Dallas en 1971.
El 4 de enero de 2010, se reportó que Zorn había sido despedido después del partido final de la temporada regular de 2009, partido que perdió en contra de los San Diego Chargers. o logró califica a los playoffs en ninguna de sus dos temporadas al frente de los Redskins. Ahora el exentrenador de los Denver Broncos Mike Shanahan es el entrenador en jefe

## Marca como entrenador en jefe
| Equipo | Temporada | Temporada regular | Temporada regular | Temporada regular | Temporada regular | Temporada regular  | Playoffs | Playoffs | Playoffs | Playoffs  |
| Equipo | Temporada | PG                | PP                | PE                | % PG              | Lugar              | PG       | PP       | % PG     | Resultado |
| ------ | --------- | ----------------- | ----------------- | ----------------- | ----------------- | ------------------ | -------- | -------- | -------- | --------- |
| WAS    | 2008      | 8                 | 8                 | 0                 | .500              | 4.º en la NFC Este | -        | -        | -        | -         |
| WAS    | 2009      | 4                 | 12                | 0                 | .250              | 4.º en la NFC Este | -        | -        | -        | Despido   |
| Total  | Total     | 12                | 20                | 0                 | .375              |                    |          |          |          |           |

## Personal
Zorn y su esposa, Joy, tienen cuatro hijos: Rachael, Sarah, Danielle e Isaac.